# Gretagrund
Gretagrund (oder Greta-Grund) sind Sandbänke wenige Kilometer südsüdöstlich der estnischen Insel Ruhnu in der Rigaer Bucht. Er ist durchschnittlich 1,80 m tief. Im Osten der Insel gibt es noch den Sandgrund, im Norden den Sturgrund.

## Schutzgebiet
Am 12. August 2010 billigte die Regierung die  Einrichtung des eingeschränkten Schutzgebietes der Sandbänke von Gretagrund, um die Erhaltung wertvoller Lebensräume und geschützter Vogelarten in diesem Gebiet zu gewährleisten. Dem Entwurf zufolge wurde Gretagrund auf Vorschlag des estnischen Naturfonds als Naturschutzgebiet im Kreis Saare geschützt. Im Gebiet südöstlich von Ruhnu entstand ein neues Naturschutzgebiet mit einer Fläche von 14.727,7 ha. Das Areal liegt im Küstenmeer Estlands.
Nach Meinung von Experten ist der Gretagrund ein einzigartiger und unberührter Lebensraum im Meer, der einen wichtigen Platz unter den anderen natürlichen Werten Estlands einnimmt. Dem Entwurf zufolge sind in diesem Schutzgebiet die Unterwassersanddünen und -Felsen sowie die in Anhang 1  der EU-Vogelschutzrichtlinie aufgeführten Vogelarten zuzüglich der folgenden, dort nicht genannten, Zugvogelarten geschützt: Zugvögel: Prachttaucher (Gavia arctica), Zwergmöwe (Larus minutus), Sterntaucher (Gavia stellata), Eisente (Clangula hyemalis), Samtente (Melanitta fusca) und Tordalk (Alca torda).
Die Verordnung wird in Zukunft auch den Schutz des größten Laichgebiets Estlands gewährleisten. Sie wird Möglichkeiten bieten, die Besonderheit der Meereslebensräume in der Region zu bewahren.
Es ist verboten, Lebensräume, für die das Gebiet geschützt ist, zu zerstören und zu beschädigen und die geschützten Arten zu stören. Verboten sind auch Tätigkeiten, die den günstigen Zustand von Lebensräumen und geschützten Arten gefährden.
Bei einer Untersuchung im Jahr 2008 wurde Paramysis intermedia (aus der Gattung Paramysis) im Gretagrund als neue Art in der Ostsee gefunden. Garnelen dieser Art findet man eher im südlichen Nordatlantik, Mittelmeer und Schwarzem Meer.